# Tanna-szigeti gyümölcsgalamb
A Tanna-szigeti gyümölcsgalamb (Ptilinopus tannensis) a madarak osztályának galambalakúak (Columbiformes) rendjébe és a galambfélék (Columbidae) családjába tartozó faj.

## Rendszerezése
A fajt John Latham angol ornitológus írta le 1790-ben, a Columba nembe Columba tannensis néven.

## Előfordulása
A Csendes-óceán délnyugati részén, Vanuatui Köztársaság területén honos. Természetes élőhelyei szubtrópusi és trópusi síkvidéki és hegyi esőerdők, valamint másodlagos erdők és vidéki kertek. Nomád faj.

## Megjelenése
Átlagos testhossza 34 centiméter.

## Természetvédelmi helyzete
Az elterjedési területe nem nagy, egyedszáma ugyan csökken, de még nem éri el a kritikus szintet. A Természetvédelmi Világszövetség Vörös listáján nem fenyegetett fajként szerepel.